# 勝岡寛次
勝岡 寛次（かつおか かんじ、1957年（昭和32年）- ）は、日本の歴史学者。「歴史認識問題研究会」事務局長、日本会議常任理事、新教育者連盟理事、生長の家社会事業団理事、認定NPO法人まほろば教育事業団理事。専門は、近現代日本史、戦後日本教育史。

## 経歴
広島県出身。広島大学附属福山高等学校を経て、1981年(昭和56年)早稲田大学第一文学部教育学科卒。1988年(昭和63年)、早稲田大学大学院文学研究科教育学専攻博士課程単位取得満期退学。
1989年(平成元年)、明星大学戦後教育史研究センター書記。同大学通信教育部兼任講師、皇學館大学非常勤講師を経て、現在、麗澤大学特別講師、麗澤大学国際問題研究センター客員教授。

## 生長の家との関係
- 勝岡は「生長の家」の関連団体「生長の家社会事業団」理事である[1]。
- 「日本協議会」の機関紙『祖国と青年』1983年6月号に勝岡は寄稿した[2]。
- 「日本協議会」の機関紙『祖国と青年』1983年8月号に勝岡は寄稿した[3]。
- 「日本協議会」の機関紙『祖国と青年』1983年12月号に勝岡は寄稿した[4]。
- 「日本協議会」の機関紙『祖国と青年』1991年1月号に勝岡は寄稿した[5]。
- 「日本協議会」の機関紙『祖国と青年』1992年6月号に勝岡は寄稿した[6]。
- 「日本協議会」の機関紙『祖国と青年』1992年9月号に勝岡は寄稿した[7]。
- 「日本協議会」の機関紙『祖国と青年』1992年10月号に勝岡は寄稿した[8]。
- 「日本協議会」の機関紙『祖国と青年』1995年1月号から1999年8月号にかけて勝岡は『抹殺された「大東亜戦争」』という記事を全55回に及ぶ長期連載をした[9][10]。
- 「群馬祖青の会」が主催した「群馬・歴史セミナー」で勝岡は講師を務めた[11]。
- 「三重祖青の会」が開催した「三重・歴史セミナー」で勝岡は講師を務めた[12]。
- 「岡山祖青の会」が開催した「岡山・歴史セミナー」で勝岡は講師を務めた[12]。
- 「広島祖青の会」が開催した『広島・歴史セミナー「聖徳太子と日本文化」』で勝岡は講師を務めた[13]。
- 『福山・歴史セミナー「聖徳太子と日本文化」』で勝岡は講師を務めた[13]。
- 1997年9月21日「高松祖青の会」が開催した『福山・歴史セミナー「心の支柱を失くした現代教育―聖徳太子の教えに学ぶ」』で勝岡は講師を務めた[13]。
- 「兵庫祖青の会」が主催した『兵庫・歴史セミナー「自虐的歴史からの脱却―聖徳太子の教えに学ぶ」』で勝岡は講師を務めた[14]。
- 1998年8月22日、「日本青年協議会」四国ブロックが主催した「日本青年協議会四国ブロックセミナー」で勝岡は講師を務めた[15]。
- 1998年9月12日「日本青年協議会」東北ブロックが開催した「日本青年協議会東北ブロックセミナー」で勝岡は講師を務めた[16]。
- 1999年4月11日、「岐阜祖国と青年の会」が主催した『岐阜祖青の会「公開セミナー」』で勝岡は講師を務めた[17]。
- 「日本青年協議会」東海ブロックが開催した「東海地区公開セミナー」で勝岡は講師を務めた[18]。
- 「日本協議会」の機関紙『祖国と青年』2000年6月号に勝岡は寄稿した[19]。
- 「東京祖国と青年の会」が主催した『東京「祖国と青年」のつどい』で勝岡は講師を務めた[20]。

## 幸福の科学との関係
- 2015年5月、新興宗教「幸福の科学」の政治団体「幸福実現党」党首の釈量子が「慰安婦」資料への反論書をパリ・ユネスコ本部に提出する際に、勝岡は名を連ねた[21]。
- 2016年5月、勝岡は「幸福の科学」の関連団体「HS政経塾」から著書『歴史の急所　反日プロパガンダ克服のために』を出版した[22][23]。
- 2017年10月、勝岡は「幸福の科学」の塾生向けに東京都内で講義を行なった[24]。講義の内容の一部は、幸福の科学出版が運営するサイト「ザ・リバティWeb」に掲載された[24][25]。

## 著作

### 単著
- 『韓国・中国「歴史教科書」を徹底批判する 歪曲された対日関係史』小学館〈小学館文庫〉、2001年8月。ISBN 4-09-402376-3。
- 『韓国と歴史は共有できない 日韓歴史共同研究のまぼろし』小学館〈小学館文庫〉、2002年7月。ISBN 4-09-402377-1。
- 『抹殺された大東亜戦争 米軍占領下の検閲が歪めたもの』明成社、2005年9月。ISBN 4-944219-37-7。
- 『明治の御代　御製とお言葉から見えてくるもの』明成社、2012年7月
- 『「慰安婦」政府資料が証明する〈河野談話〉の虚構』明成社、2014年8月
- 『安倍談話と朝日新聞　慰安婦問題と南京事件はいかにして捏造されたか』双葉社、2015年10月
- 『歴史の急所　反日プロパガンダ克服のために』 HS政経塾、2016年6月
- 『このままでは沖縄は中国に吞み込まれる』 Free Asia Network(電子書籍)、2016年
- 『天皇と国民の絆　占領下の苦難を越えて』明成社、2018年10月

ブックレット
- 『これだけは知っておきたい日韓問題20のポイント 真の友好を築くために 古代史から現代に亘る、「反日」の論理の不当性を徹底検証！』明成社ブックレット、2007年2月。ISBN 978-4-944219-47-6。
- 『沖縄戦集団自決――虚構の「軍命令」 マスコミの報道ではわからない県民集団自決の真相に迫る！』明成社ブックレット、2008年1月。ISBN 978-4-944219-66-7。
- 『これだけは知っておきたい日中問題20のポイント 東シナ海ガス田開発・「南京大虐殺」・チベット人弾圧 日中関係の現状と課題とは』明成社ブックレット、2009年5月。ISBN 978-4-944219-84-1。
- 『明治天皇　近代日本の基を定められて』明成社ブックレット「まほろばシリーズ」、2014年1月
- 『昭和天皇の祈りと大東亜戦争　『昭和天皇実録』を読み解く』明成社ブックレット、2015年9月
- 『皇統を守る道　『昭和天皇実録』に見る「旧宮家」の真実』明成社ブックレット、2021年7月

### 共著
- 名越二荒之助編『世界から見た大東亜戦争』展転社、1991年
- 児玉三夫先生喜寿記念論文集『教育の原理と探求』明星大学出版部、1993年
- 明星大学戦後教育史研究センター編『戦後教育改革通史』明星大学出版部、1993年
- 『戦後教育の総合評価』同・刊行委員会編、国書刊行会、1999年
- 西澤潤一編著『新教育基本法 6つの提言』小学館文庫、2001年
- 西尾幹二・責任編集『新・地球日本史1』扶桑社、2005年
- 三浦朱門編著『全「歴史教科書」を徹底検証する』小学館、2005年
- 林道義編著『家庭教育の再生』(民間教育臨調の提言3)学事出版、2005年
- 金井肇編著『教育理念の再生』(民間教育臨調の提言1)学事出版、2006年
- 田中英道・責任編集『日本史の中の世界一』育鵬社、2009年
- 皇學館大学編『日本人として。皇學』神社新報社ブックス、2010年
- 茅島篤編著『まぼろしの日本語ローマ字化計画――ロバート・K・ホールと占領下の国字改革』くろしお出版、2017年
- 松井嘉和編著『台湾と日本人』錦正社、2018年
- 『草開省三先生追悼集』同刊行委員会編・発行、2019年。非売品
- 西岡力編『朝鮮人戦時労働の実態』一般在団法人産業遺産国民会議、2021年

### 監修
- 世界の歴史教科書を考える議員連盟編著『教科書から見た日露戦争――これでいいのか、日本の教科書』展転社、2004年11月。ISBN 4-88656-255-8。
- 北村芳正『これだけは知っておきたい大東亜戦争 20の最新基礎知識』明成社ブックレット、2006年9月。ISBN 4-944219-45-8。
- 古賀俊昭、土屋敬之『日本人なら知っておきたい近現代史50の検証』展転社、2008年3月。ISBN 978-4-88656-316-3。
- 土屋たかゆき編著『日本近現代史の真実　50の質問に答える』展転社、2017年8月。ISBN 4-88656-444-5。